# Mirande
Mirande település Franciaországban, Gers megyében. Lakosainak száma 3442 fő (2022. január 1.). Mirande Berdoues, Estipouy, Idrac-Respaillès, Miramont-d’Astarac, Monclar-sur-Losse, Montesquiou, Mouchès, Saint-Martin és Saint-Médard községekkel határos.

## Népesség
A település népességének változása:
| Lakosok száma | 4075 | 3871 | 3565 | 3676 | 3572 | 3483 | 3468 | 3450 | 3445 | 3442 |
|               | 1968 | 1982 | 1990 | 2006 | 2013 | 2015 | 2017 | 2019 | 2020 | 2022 |